# مجموعه برگزیده نقشه‌های دوره قاجار ایران
مجموعه برگزیده نقشه‌های دوره قاجار ایران در مرکز اسناد و تاریخ دیپلماسی وزارت امور خارجه نگهداری می‌شود. این مجموعه شامل ۵۰۰ نقشه دست نگار یا چاپ سنگی دوره قاجار است که با استفاده از شاخص‌های رایج اندازه‌گیری در آن زمان مانند ذرع و فرسنگ، شامل موضوعاتی چون نقشه‌هایی از شهر و آبادی‌های مختلف، منابع آب و روش‌های انتقال آن، خطوط مرزی و نقشه مناطق مختلف ایران (که در برخی موارد از ایران جدا یا تغییر نام داده‌اند) می‌باشد. از آن جا که این مجموعه، مستند مهمی برای مطالعات تحولات تاریخی، اجتماعی، حقوقی و سیاسی ایران و منطقه در جغرافیای جهانی به‌شمار می‌آید، از ارزش خاصی برخوردار است.
این مجموعه سال ۱۳۹۲ در فهرست حافظه جهانی یونسکو ثبت گردید.